# Електромагнітний звукознімач

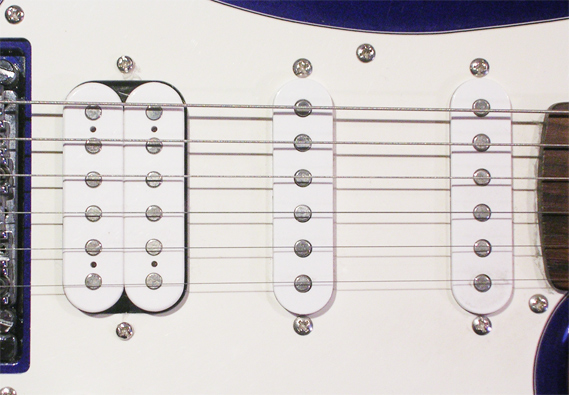
Три магнітних звукознімача на електрогітарі. Один гамбакер та два сингла — зліва направо

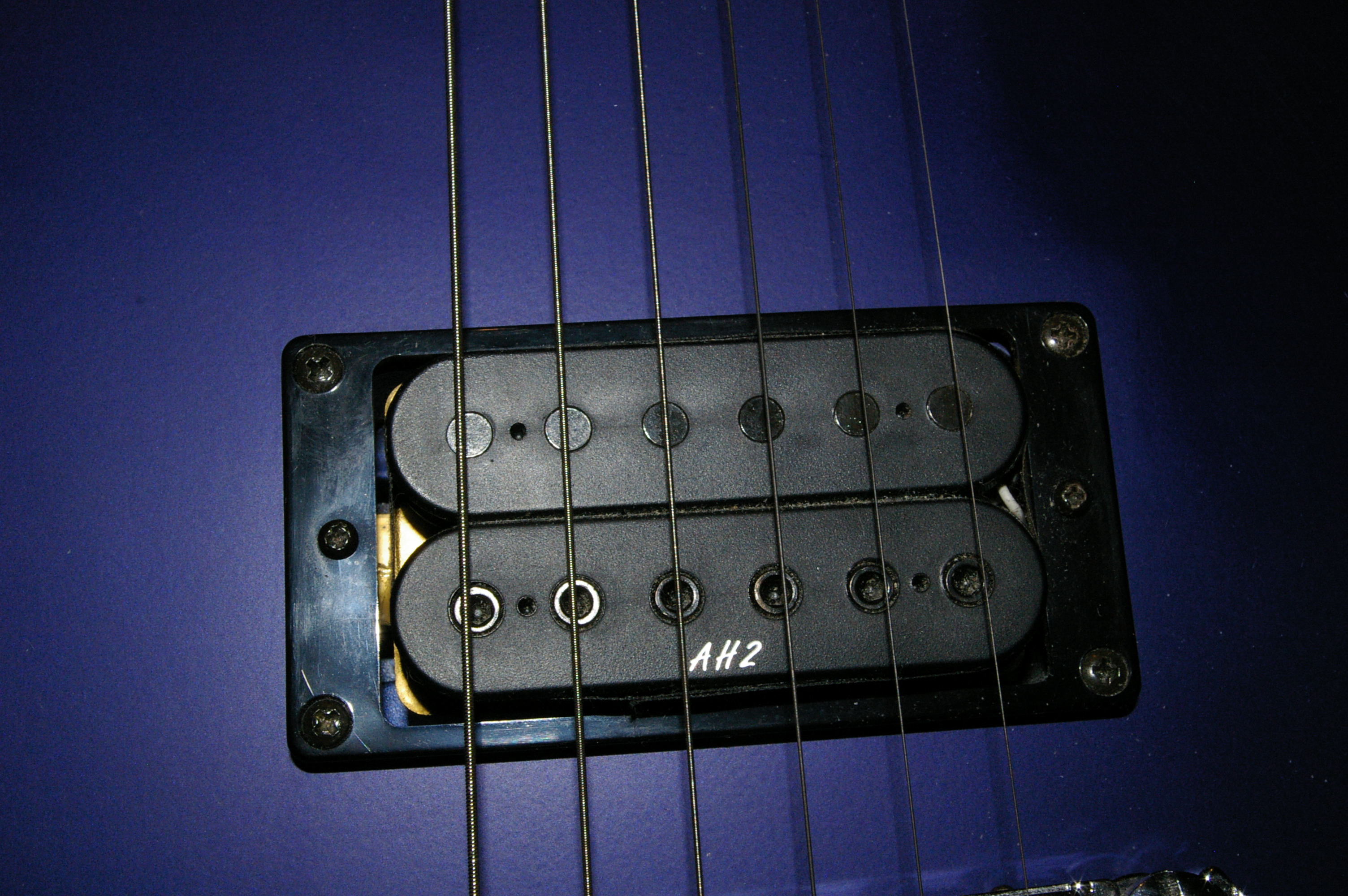
Гамбакер

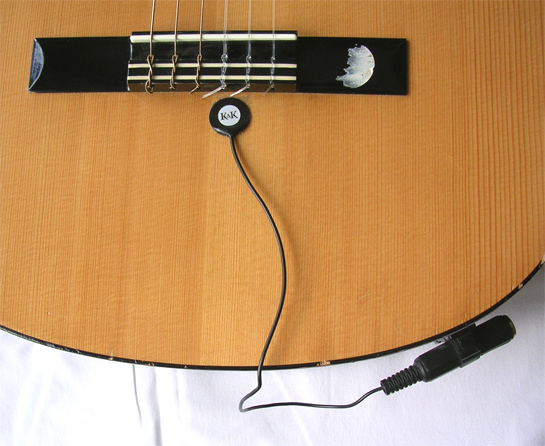
П'єзоелектричний звукознімач на електричній акустичній гітарі

Електромагнітний звукознімач — пристрій, що перетворює енергію коливання струн гітари та інших струнних музичних інструментів в електричний сигнал. Робота таких звукознімачів заснована на уловлюванні зміни магнітного поля під дією струн, що коливаються в цьому полі. На електрогітарах і напівакустичних електрогітарах використовуються тільки електромагнітні звукознімачі, що працюють тільки з металевими струнами, мають сталеве підстава і оплетку з нікелю, міді і т. д. Основою електромагнітних звукознімачів є індукційна котушка.

## Класифікація
Електромагнітні звукознімачі діляться на:
Сингл (англ. Single) — одна котушка. Більш яскрава перкусійна атака, загальна чіткість звучання краще, ніж у гамбакерів. З недоліків — велика чутливість до електромагнітних перешкод та більш низький рівень сигналу щодо двухкатушечных звукознімачів.
Гамбакер (англ. Humbucker) — дві котушки, розташовані поруч на одному магнітопроводі, включені в протифазі. Такий підхід дозволяє істотно знизити шуми від електромагнітного фону за рахунок алгебраїчного додавання сигналів від двох котушок, при цьому за рахунок невеликої різниці фаз корисного коливання (викликаної відстанню між котушок), віднімається і частина спектру коливання струни.
Гамканселлер (англ. Humcanceller) — принцип аналогічний гамбакеру, тільки котушки розташовані одна над одною на загальному магнітопроводі, що дозволяє передати більш повний спектр коливань у порівнянні з гамбакером, зберігши при цьому ефект шумозаглушення.
Звукознімачі перетворюють енергію коливання струн на електричні сигнали. П'єзоелектричні звукознімачі є п'єзокристалами, в яких присутні обкладки з провідників. Властивості таких звукознімачів залежать від фізичних властивостей цих кристалів.

## Конструкція електромагнітного звукознімача
Конструкція електромагнітного звукознімача, що складається з окремих магнітних систем і магнітної системи:
1 – полюсний наконечник,
2 – пружина,
3 – магнітний сердечник,
4 – котушка індуктивності,
5 – ярмо [Архівовано 8 лютого 2018 у Wayback Machine.]

### Переваги електромагнітного звукознімача
Електромагнітні звукознімачі з окремими магнітними системами мають переваги порівняно з вищесказанними, оскільки володіють більшою перешкодозахищеністю. При самостійному виготовленні такого звукознімача за основу може бути взятий електромагнітний звукознімач типу ЗС-6 або ЗС-4 для установки на шестиструнних і чотириструнних електрогітарах будь-якого типу. Пристрої для різних гітар відрізняються лише кількістю магнітних систем. Звукознімач для шестиструнної гітари має шість окремих магнітних систем з загальним ярмом і регульованими полюсними наконечниками. В якості полюсних наконечників використовуються гвинти з напівкруглою головкою. Регулювання зазору між струною і полюсним наконечником здійснюється вкручування або викручуванням гвинтів. За допомогою такого регулювання можна коректувати гучність звучання кожної струни. Це особливо важливо при конструюванні високоякісних електрогітар. Струни гітари, як відомо, мають різний діаметр і тому наведена ними ЕРС в котушках буде різною. У зв’язку з цим спостерігається порушення співвідношення між гучністю звучних струн. Наявність елементів регулювання дозволяє звести до мінімуму,але виникають невідповідності. Для оберігання гвинтів від самовідгвинчування на кожен гвинт одягається невелика циліндрична пружинка. [Архівовано 8 лютого 2018 у Wayback Machine.]

## П'єзоелектричний звукознімач
У п'єзоелектричного звукознімача чимало переваг порівняно з електромагнітним: перший більш чутливий, його конструкція проста і їй не страшні електромагнітні наведення. Найбільш якісними звукознімачами вважаються п'єзокерамічні. При використанні таких звукознімачів матеріал струн не має значення.
П'єзоелектричні звукознімачі почали використовувати з 1970-х років, саме тоді, виробниками була досягнута ідеальна чутливість і широкий динамічний діапазон сигналу. Основний принцип їх роботи полягає в тому, щоб за допомогою особливостей п’єзокристала, він може перетворювати в електричний сигнал механічні коливання струн. Для прикладу, можна сказати, про те, що за таким же принципом реагують деякі системи сигналізації на розбиття скла у домі чи магазині. [Архівовано 27 травня 2019 у Wayback Machine.]

## Використання
Звукознімач слід прикріпити на зовнішній гітарний корпус, скориставшись двостороннім скотчем. Підсилювальна система підключається до пристрою за допомогою роз'єму TR «джек» ¼ дюйма (6,35 мм jack, «четвертьдюймового джека»). Роз'єм теж прикріплюють на гітарний корпус, використовуючи двосторонній скотч. Кабель кріплять прищіпкою, яка є в комплекті поставки. [Архівовано 27 травня 2019 у Wayback Machine.]